# Jean-Pierre Castelain
 (août 2019).
Si vous disposez d'ouvrages ou d'articles de référence ou si vous connaissez des sites web de qualité traitant du thème abordé ici, merci de compléter l'article en donnant les références utiles à sa vérifiabilité et en les liant à la section « Notes et références ».
Jean-Pierre Castelain, né le 20 décembre 1946 à Arques (Pas-de-Calais) et mort le 3 août 2019 à Carcassonne, est un musicien français, auteur-compositeur-interprète, guitariste, multi-instrumentiste, arrangeur musical et directeur artistique.

## Biographie
Jean-Pierre Castelain a composé et arrangé pour d'autres artistes, notamment Françoise Hardy, France Gall, Michel Berger, Jeanne-Marie Sens, Maxime Piolot, Christine Corda, Carol Vinci...
De nombreux musiciens se retrouvent également au sein de ses différentes productions : Roland Romanelli, Gilbert Dall'Anese, Jean-Jacques Milteau, Klaus Blasquiz, Bernard Paganotti, Claude Salmieri, Didier Batard et Elisabeth Wiener, Jean-Jacques Fléty, Michel Ripoche, Emmanuel Booz, Thierry Matioszek, Dany Darras / Jean-Louis Désumeur...

## Discographie non exhaustive
- De mes yeux vu, 1972, 33t. Édition Warner/Wea réf. 46155.
- Alberia, 1974, double 33t. Warner/Wea réf. 46285.
- Le Miroir, 1975, double 33t. Warner/Wea réf. 86011.
- La Souris s'en va-t-en Guerre, 1975, 33t. Warner/WEA 56188
- Le Funambule, 1979, 33t. Spartacus/Polydor réf. 2393 224.
- De Bric et de Broc 1982, 33t. Spartacus/Wea réf. 783010.
- La Faim y'en a Marre 1986, Maxi 45t. Au profit d'Action Écoles (opération humanitaire). Band Aid/Polydor 884 522-1.
- L'enfant de demain 1991, CD. Au profit de l'UNICEF Spartacus/Carrere 50224.
- Citoyen du Monde 2004, CD. Édité à compte d'auteur.